# Baby Felix Halloween
Baby Felix Halloween est un jeu vidéo d'action et de plates-formes développé par Bit Managers et édité par LSP Games, sorti en 2001 sur Game Boy Color.
Il met en scène Félix le Chat en version bébé.

## Système de jeu
Baby Felix doit sauver ses amis enfermés par des méchants d'Halloween, à travers plusieurs mondes/niveaux à thèmes.

## Accueil
- Jeuxvideo.com : 12/20[1]